# جاك فاولر
جاك فاولر (بالإنجليزية: Jack Fuller)‏ (12 أكتوبر 1946 - 21 يونيو 2016)؛ صحفي وروائي أمريكي.